# Liste der Baudenkmäler in Kellmünz an der Iller
Auf dieser Seite sind die Baudenkmäler in dem schwäbischen Markt Kellmünz an der Iller zusammengestellt. Diese Tabelle ist eine Teilliste der Liste der Baudenkmäler in Bayern. Grundlage ist die Bayerische Denkmalliste, die auf Basis des Bayerischen Denkmalschutzgesetzes vom 1. Oktober 1973 erstmals erstellt wurde und seither durch das Bayerische Landesamt für Denkmalpflege geführt wird. Die folgenden Angaben ersetzen nicht die rechtsverbindliche Auskunft der Denkmalschutzbehörde.
 Diese Liste gibt den Fortschreibungsstand vom 12. April 2018 wieder und enthält neun Baudenkmäler.

## Baudenkmäler
| Lage                                      | Objekt                             | Beschreibung | Akten-Nr.              | Bild                            |
| ----------------------------------------- | ---------------------------------- | --- | ---------------------- | ------------------------------- |
| Nähe Bahnlinie Kempten–Neu-Ulm (Standort) | Heiliger Johann Nepomuk            | Sandstein, Mitte 18. Jahrhundert; am Ostende der Illerbrücke.                                                                                             | D-7-75-132-8 Wikidata  | Heiliger Johann Nepomuk         |
| Kirchstraße 10 (Standort)                 | Katholisches Pfarrhaus             | Zweigeschossiger Walmdachbau, 1785. | D-7-75-132-9 Wikidata  | Katholisches Pfarrhaus          |
| Marktstraße (Standort)                    | Bildstock, sogenannte Pestsäule    | Säule auf hohem Sockel mit rechteckigem Gehäuse, 17. Jahrhundert.                                                                                         | D-7-75-132-1 Wikidata  | Bildstock, sogenannte Pestsäule |
| Marktstraße 1 (Standort)                  | Ehemaliges Hotel                   | Jetzt Wohnhaus, zweigeschossiger Satteldachbau mit spätklassizistischer Fassadengliederung, Mitte 19. Jahrhundert.                                        | D-7-75-132-2 Wikidata  | Ehemaliges Hotel                |
| Rechbergring 1 (Standort)                 | Katholische Pfarrkirche St. Martin | Saalbau mit eingezogenem Polygonalchor und Nordturm, Turmunterbau spätmittelalterlich, ansonsten Neubau um 1620; mit Ausstattung.                         | D-7-75-132-3 Wikidata  | weitere Bilder                  |
| Rechbergring 1 (Standort)                 | Kirchhofmauer                      | An den Eingängen Pfeiler mit kräftig profiliertem Traufgesims und Pyramidendach, wohl zweite Hälfte 18. Jahrhundert.                                      | D-7-75-132-3 zugehörig | BW                              |
| Rechbergring 7, 7 a, 7 b (Standort)       | Wohnhaus                           | Zweigeschossiger Satteldachbau mit Gesimsgliederung am Giebel, bezeichnet mit „1728“.                                                                     | D-7-75-132-4 Wikidata  | BW                              |
| Rechbergring 14 (Standort)                | Ehemaliges Brauhaus                | Zweigeschossiger Satteldachbau in verputztem Fachwerk, im Kern 18. Jahrhundert, 1828 erneuert, später verändert; gewölbter Brauereikeller 1833 erweitert. | D-7-75-132-5 Wikidata  | BW                              |
| Rechbergring 16 (Standort)                | Mitterstallhaus                    | Zweigeschossiger Satteldachbau mit Giebelgesimsen, im Kern 18. Jahrhundert.                                                                               | D-7-75-132-6 Wikidata  | BW                              |
| St 2031 (Standort)                        | Steinkreuz                         | Spätmittelalterlich. | D-7-75-132-7           | BW                              |

## Ehemalige Baudenkmäler
In diesem Abschnitt sind Objekte aufgeführt, die früher einmal in der Denkmalliste eingetragen waren, jetzt aber nicht mehr. Objekte, die in anderem Zusammenhang also z. B. als Teil eines Baudenkmals weiter eingetragen sind, sollen hier nicht aufgeführt werden. Aktennummern in diesem Abschnitt sind ehemalige, jetzt nicht mehr gültige Aktennummern.

| Lage                       | Objekt | Beschreibung | Akten-Nr.              | Bild |
| -------------------------- | ------ | --- | ---------------------- | ---- |
| Rechbergring 10 (Standort) | Villa  | Zweigeschossiger Satteldachbau mit Zwerchgiebeln und Zwerchhaus auf winkligem Grundriss mit polygonalem Erkerturm, um 1900 in Formen des Heimatstils errichtet. | D-7-75-132-10 Wikidata | BW   |